# Oscar Ljungström
Oscar Ljungström, född 7 november 1868 i Uddevalla, död 17 augusti 1943 i Lund, var en svensk arkivarie, officer och författare.

## Biografi
Oscar Ljungström föddes 1868 av Jonas Patrik Ljungström och Amalia (född Falck). Bland hans syskonskara ingick bland annat Fredrik Ljungström, Birger Ljungström och Georg Ljungström, med vilka han samarbetade med i yngre år inom ingenjörskonsten.
Oscar Ljungstrom tjänstgjorde som arkivarie vid stadsingenjörskontoret i Stockholm.
Med bakgrund som officer i Landstormen i svenska armén och som varandes avgjord antikommunist, anslöt han sig till De vita under Gustaf Mannerheim i Finland efter det Finska inbördeskrigets utbrott 1918. Han tjänstgjorde där som plutonschef under kriget, ett krig som De vita till slut vann mot De röda och Finlands socialistiska arbetarrepublik.
Oscar Ljungström hade också konstnärliga intressen och efterlämnade flera bildkonstverk, främst oljemåleri. Skriftställande blev dock hans huvudsakliga uttryckssätt.
Ljungström, som hade familjebakgrund delvis utomstående Svenska kyrkan, ägnade textproduktionen inte minst åt filosofi och religion, inklusive religionsfilosofi - intressen som alla delades av hans bror Georg Ljungström. Teosofin var vid denna tid en stark idéströmning bland europeiska intellektuella och konstnärliga kretsar, och det nya tankegodset inspirerade också de bägge bröderna.
Om än en uttalad kritiker av esoterism, yrkade han på eklektiska perspektiv i kontrast till samtidens både statskyrkliga och sekularistiska antagonism. Sympatier angränsande till synkretism märks i hur kristendomen kunde gynnas av inspiration från österländsk filosofi. I samband med detta kom han en tid att vara stationerad vid Theosophical Society Pasadena i Kalifornien, Förenta staterna.
Bland hans sista skrifter märks Fredstankens två aspekter (1940), där han uttryckte hopp om fredlig samexistens nationerna emellan efter ett förväntat slut på andra världskriget.
Oscar Ljungström dog 1943. Han var gift med Sigrid Drakenberg (1870–1944). De är begravda på Norra kyrkogården i Lund.

## Utmärkelser
- Finland: 2. klassen av Frihetskorsets orden (1918)
- Tyska kejsardömet: 2. klassen av Järnkorset

### Fotnoter
1. ↑  Dödsannons i Svenska Dagbladet, 20 augusti 1943, sid. 2
2. ↑  Sveriges dödbok 1830–2020
3. ↑  https://sok.riksarkivet.se/Sbl/Presentation.aspx?id=9626
4. ↑  SvenskaGravar
5. ↑  http://libris.kb.se/bib/489916
6. ↑  https://web.archive.org/web/20190329161249/http://www.ediffah.org/search/present.cgi?id=ediffah:lub:980731:1329742733